# هوبرت بیرکن مایر
هوبرت بیرکن مایر (انگلیسی: Hubert Birkenmeier؛ زادهٔ ۲۴ مهٔ ۱۹۴۹) بازیکن فوتبال اهل آلمان است.
از باشگاه‌هایی که در آن بازی کرده‌است می‌توان به باشگاه فوتبال فرایبورگر اشاره کرد.